# Kostel Narození Panny Marie (Lochenice)
Kostel Narození Panny Marie je původně gotický a následně barokně přestavěný kostel, který se nalézá v centru obce Lochenice v okrese Hradec Králové. Kostel je chráněn jako kulturní památka ČR. Národní památkový ústav tento kostel uvádí v katalogu památek pod rejstříkovým číslem ÚSKP 23882/6-642.

## Historie
Kostel Narození Panny Marie v Lochenicích je zmiňován již v roce 1350. Během husitských válek byl zpustošen a vyrabován, poté byl opraven a do roku 1623 využíván podobojí. Barokní přestavba byla provedena v letech 1784–1786. Věž kostela je zachována v původní pozdně gotické podobě. V letech 2008–2009 byla provedena kompletní oprava střechy kostela.

## popis
Kostel je jednolodní obdélná stavba s užším presbytářem uzavřeným mírně vypjatým segmentem, na jeho severní straně stojí původní gotická věž se sakristií v přízemí. Stěny kostela jsou zevně členěny lizénami, loď je osvětlena z každé strany dvěma segmentově zaklenutými okny, v presbytáři je jedno okno v jižní stěně. 
Uprostřed jižní fasády kostela se nalézá obdélná vstupní předsíň s půlkruhovým vchodem s mříží a sedlovou střechou krytou taškami. Na západním průčelí je obdélný barokní štít členěný dvojicemi lisén, s obdélným okénkem uprostřed, podepřený po stranách křídly s konkávně prohnutými stranami, a ukončený nahoře trojúhelníkem. Před průčelím je představěna patrová vstupní předsíň. V patře předsíně je místnost, do níž vede schodiště se vstupem z jižní strany předsíně, osvětlená z jihu a ze severu segmentově zaklenutým oknem. 
Hranolová gotická věž má kamennou trnož s okosenou vrchní hranou. V přízemí z východní strany je zamřížované obdélné okénko s hladkým kamenným ostěním. V prvním patře je v každé straně úzké střílnové okénko. Druhé patro je poněkud užší, oddělené opět římsou. Uprostřed každé strany druhého patra je obdélné, půlkruhově zaklenuté okno. Ve střeše na jižní a severní straně je barokní štít s hodinami. Střecha věže je stanová, krytá plechem (dříve prejzy), nahoře s kovovým štítkem. 
K západní straně věže a severní stěně kostela je přistavěna čtvercová přízemní přístavba, s pultovou střechou, obdélným vchodem s ostěním na západní straně, segmentově zaklenutým oknem na severu a vedle něj se segmentově zaklenutým vstupem na schodiště do věže. 
Zařízení kostela a kamenná kropenka je z druhé poloviny 18. století.

## Galerie

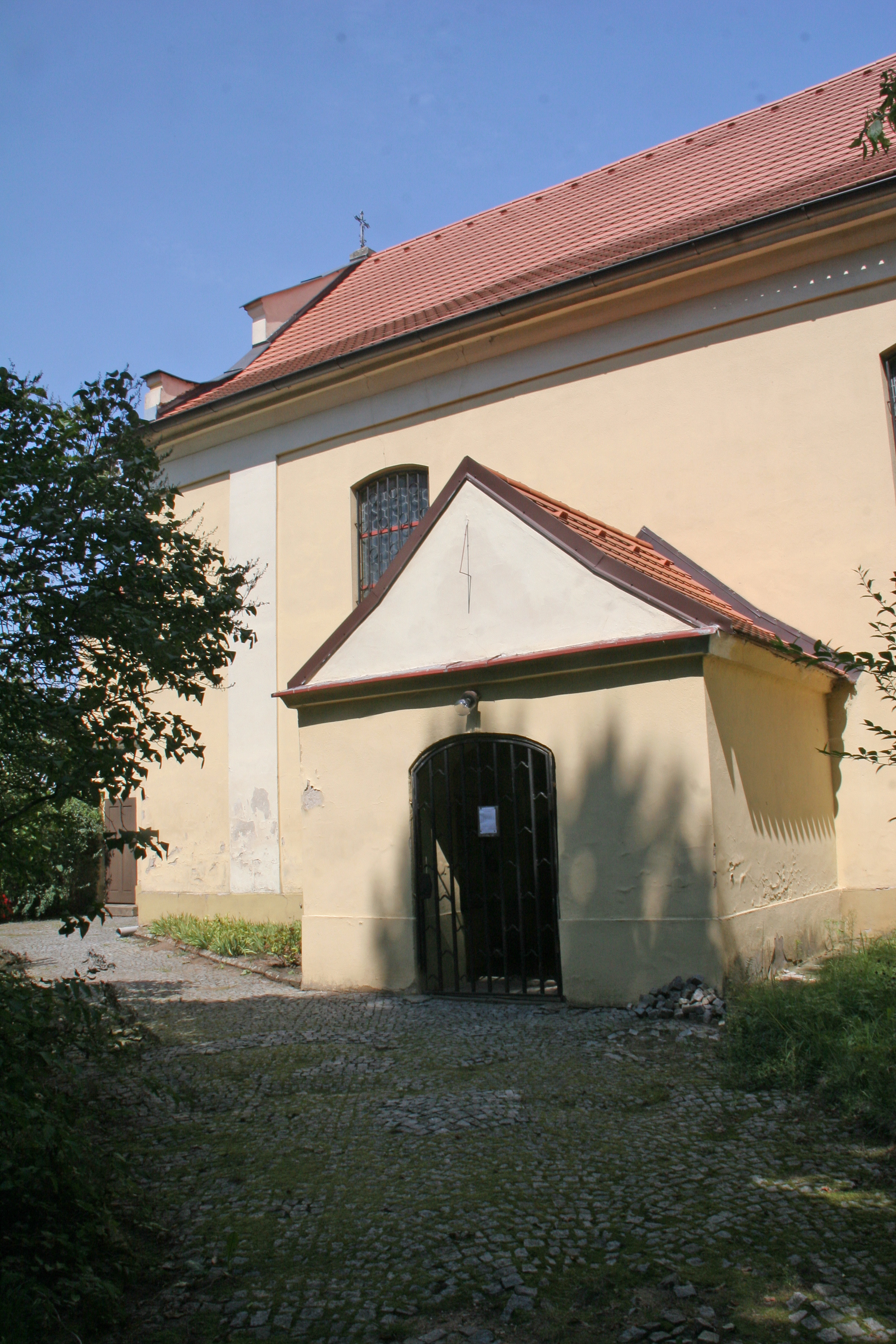
Lochenice kostel Narození Panny Marie
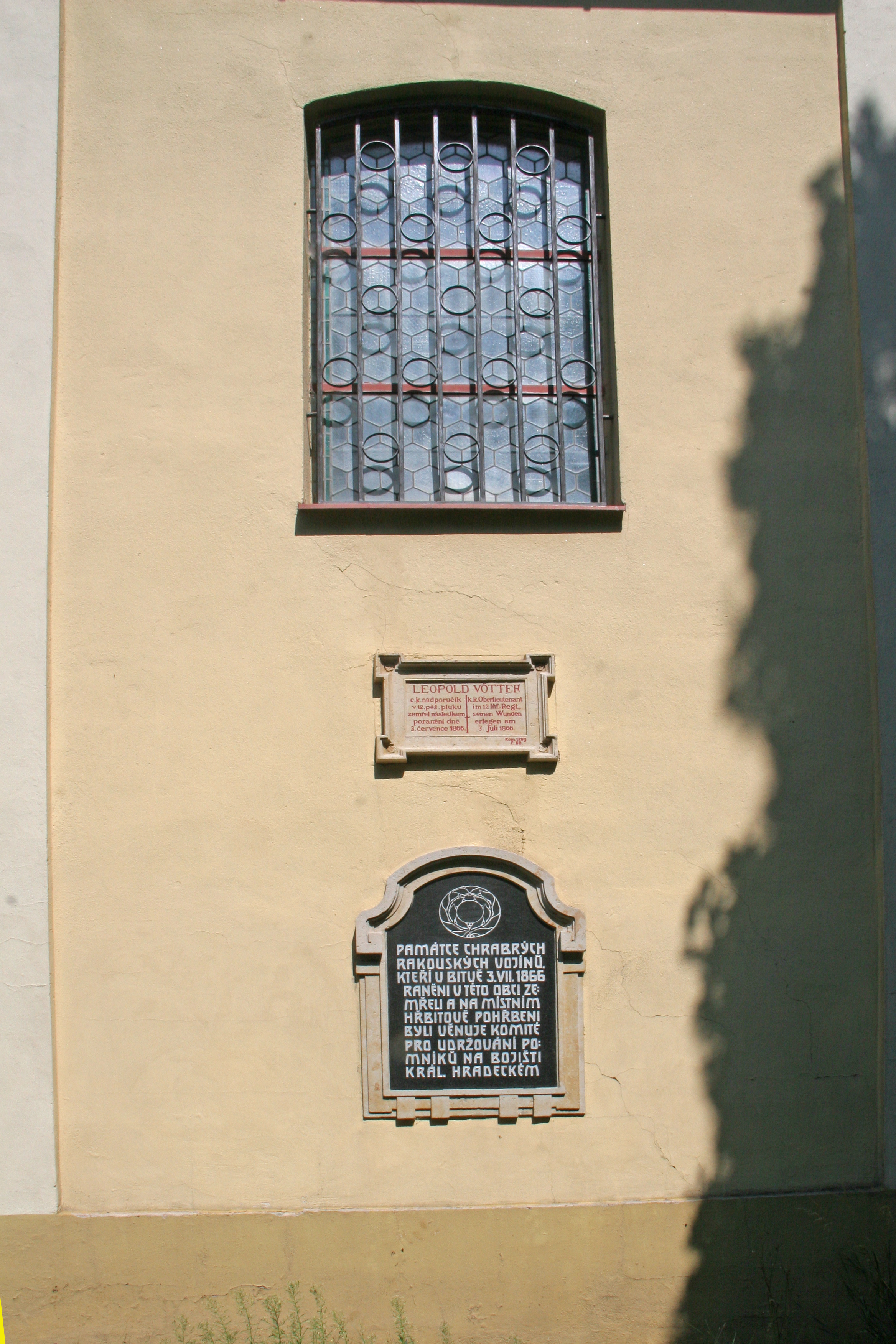
Lochenice kostel Narození Panny Marie